# Meijer de Haan

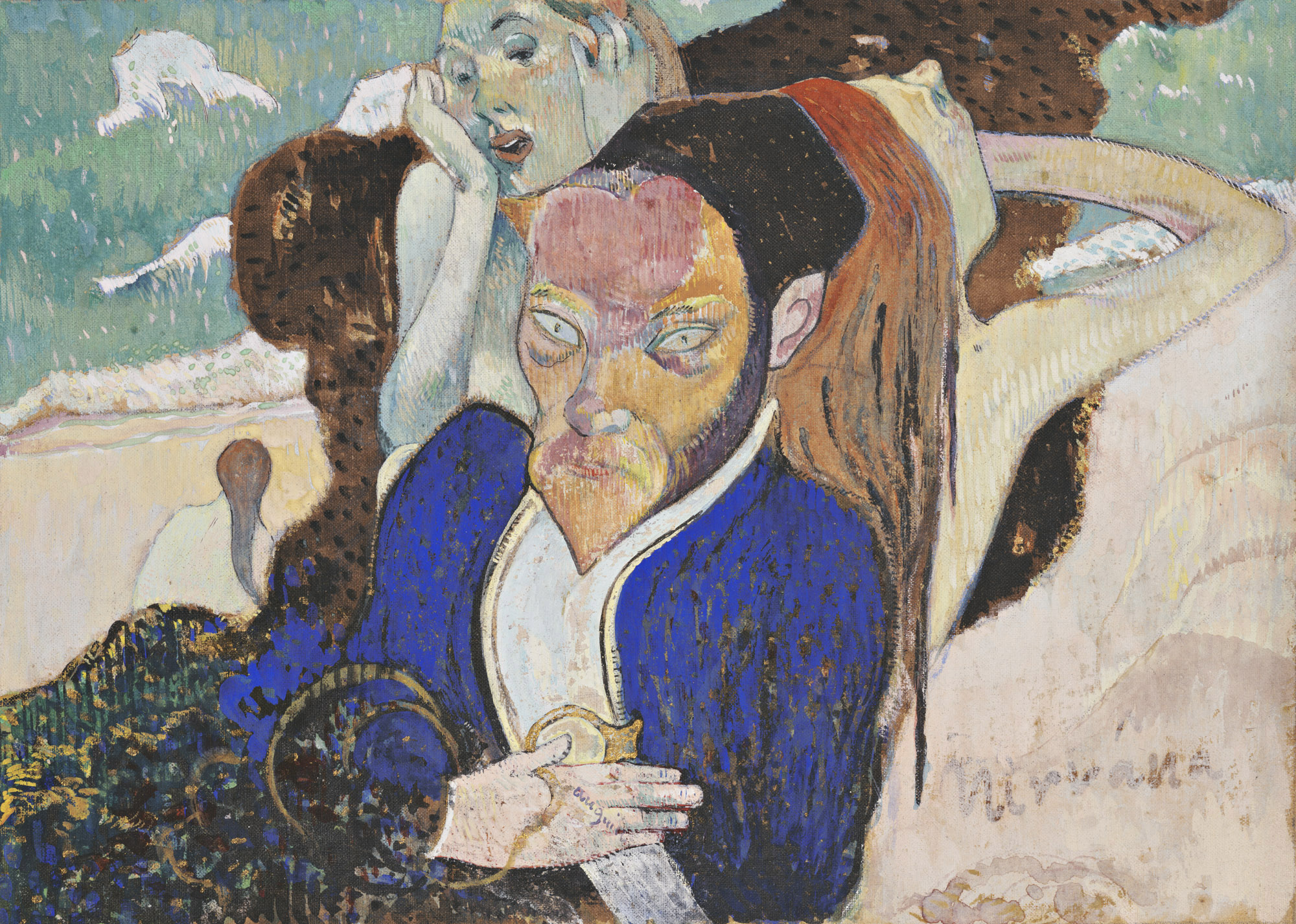
Paul Gauguin: Nirvana, Portrait de Meyer de Haan, 1890, Öl und Tempera, 22 × 28,5 cm, Wadsworth Atheneum, USA

Meijer Isaac de Haan (auch Meyer de Haan, * 14. April 1852 in Amsterdam; † 24. Oktober 1895 daselbst) war ein niederländischer Maler.

## Leben
Meijer de Haan wurde in einer wohlhabenden jüdischen Unternehmerfamilie in Amsterdam geboren. 1888 ging er nach Paris, um seine Studien der Malerei zu vertiefen. Er wohnte einige Monate bei dem Kunsthändler Theo van Gogh. Dort lernte er Camille Pissarro und Paul Gauguin kennen. In Pont-Aven in der Bretagne arbeitete er mit den Künstlern der Schule von Pont-Aven zusammen. Das Verhältnis zu seinem Kollegen Gauguin war eng, ihm half er öfter aus finanziellen Nöten. Um dem Trubel dieses Ortes zu entgehen, zog er sich 1889 mit Gauguin in das Nachbardorf Le Pouldu zurück, wo sie sich in dem Hotelcafe Buvette du plage einmieteten und dessen Speisesaal sie alsbald mit Fresken versahen. De Haan begann eine Beziehung zu der Eigentümerin Marie Henry, aus der eine gemeinsame Tochter, Ida, hervorging. Hier entstand auch das Selbstporträt. Da seine Familie die finanzielle Unterstützung einstellte und er nicht mit Gauguin nach Tahiti fahren konnte, kehrte er, auch aus gesundheitlichen Gründen, 1891 nach Amsterdam zurück. Obgleich er Marie Henry nie in seinem Leben wiedersah, vermachte er ihr seine gesamten in Frankreich gemalten Werke.

## Werke

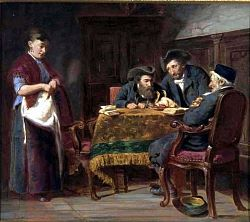
Die schwierige Frage, Vor seiner Reise in den Süden, 1880.
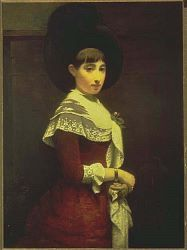
Porträt einer jungen jüdischen Frau, 1886
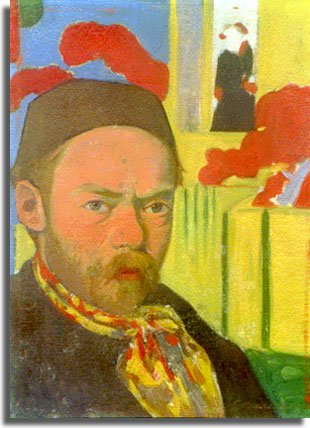
Selbstporträt, 1889–1891 (gestohlen aus der Kunsthal Rotterdam)
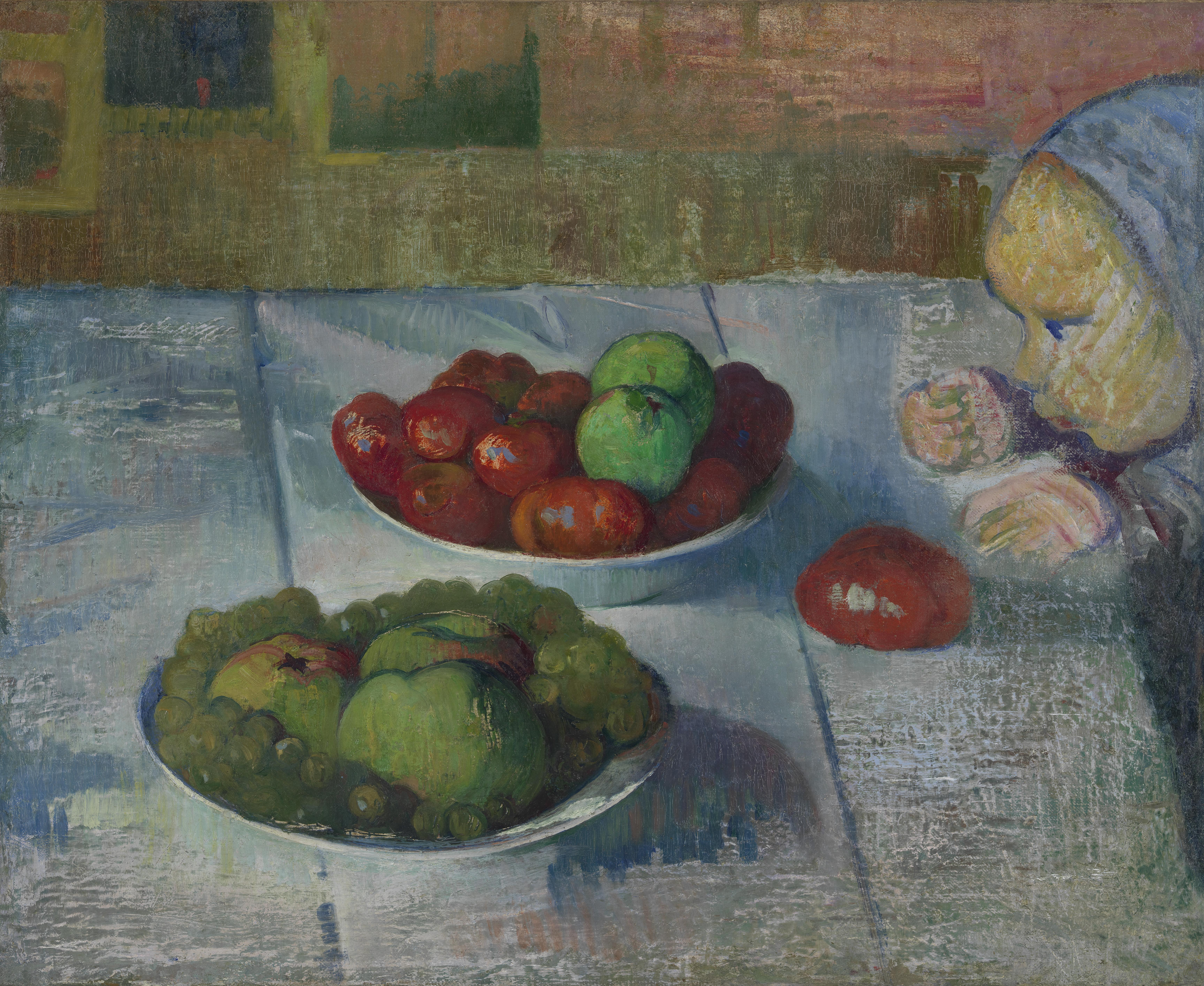
Nature morte avec profil de Mimi, 1889–1890 (das Kind ist die erste Tochter von Marie Henry).
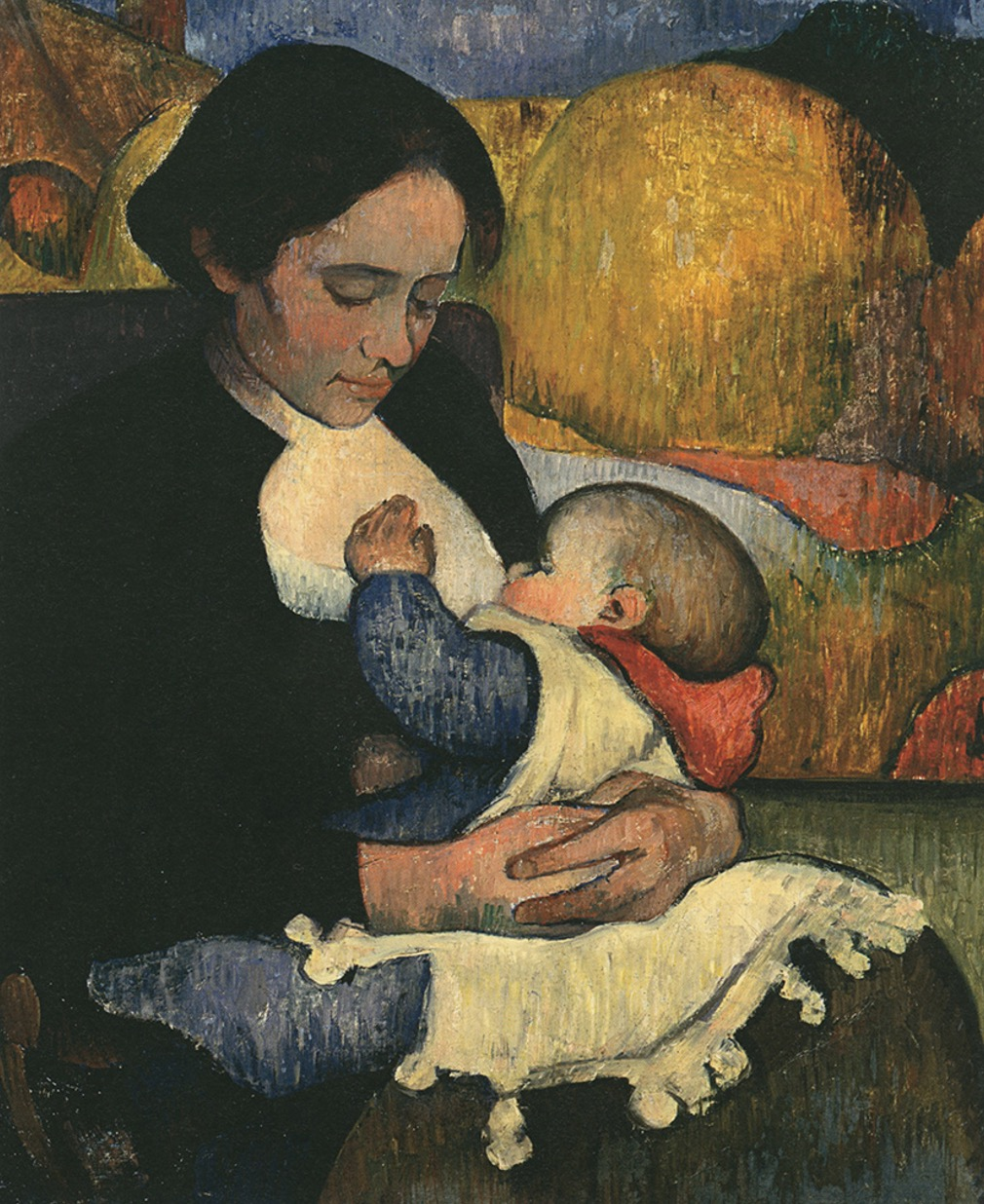
Mutterschaft: Marie Henry ihre Tochter stillend, 1890 (auch dieses Kind ist Mimi)